# 다 큰 녀석들
《다 큰 녀석들》(영어: Grown Ups)은 2010년 개봉한 미국의 코미디 영화이다.
속편 《다 큰 녀석들 2》(2013)로 이어진다.

## 줄거리
중학교 시절 농구부 감독이 사망하면서 어린 시절 친구들이 고향 장례식장에서 재회해 아내와 자녀들을 데리고 독립기념일 주말을 함께 보내게 된다.

## 출연
- 애덤 샌들러
- 케빈 제임스
- 크리스 록
- 데이비드 스페이드
- 롭 슈나이더
- 살마 하예크
- 마리아 벨로
- 마야 루돌프
- 조이스 밴패튼
- 에버니 조앤
- 다이 콴
- 콜린 퀸
- 스티브 부세미
- 팀 메도스
- 매디슨 라일리
- 제이미 정
- 애슐리 로런
- 제이크 골드버그
- 캐머런 보이스
- 알렉시스 니콜 샌체즈
- 에이다니콜 생어
- 프랭크 깅거리치, 모건 깅거리치
- 나지 지터
- 차이나 앤 매클레인
- 블레이크 클라크
- 팀 헐리히
- 놈 맥도널드
- 조너선 로크런
- 데니스 두건

## 기타 제작진
- 공동 제작: 케빈 그레이디
- 배역: 로저 머슨든, 제러미 리치
- 미술: 페리 앤덜린 블레이크
- 세트: 클레어 코프먼
- 의상: 엘런 러터